# Chusquea neurophylla
Chusquea neurophylla är en gräsart som beskrevs av Lynn G. Clark. Chusquea neurophylla ingår i släktet Chusquea och familjen gräs. Inga underarter finns listade i Catalogue of Life.